# Montsoreau-i kastély
A Montsoreau-i kastély (franciául: Château de Montsoreau) 15. századi, reneszánsz stílusban épült kastély a Loire-völgyben, Franciaország Maine-et-Loire megyéjében, Montsoreau község közelében.  A montsoreau-i az egyetlen Loire menti kastély, amely részben folyómederben, és stratégiailag fontos helyen, egy sziklás dombon épült, a Loire és a Vienne folyók összefolyásánál. Kb. 250 km-re délkeletre található Párizs központjától. A kastélyt VII. Károly udvartartásának felügyelője és Montsoreau ura, Jean II de Chambes építtette 1443 és 1453 között.
2016-ban Philippe Méaille műgyűjtő a kastélyt Kortárs Művészeti Múzeummá alakíttatta át, és átnevezte Montsoreau-i kastély - Kortárs Művészeti Múzeumnak.
2000-ben az UNESCO a Loire menti kastélyokat, köztük a Montsoreau-it is, a világörökség részévé nyilvánította. Ma a Montsoreau-i kastély a turisták kedvelt célpontja, 2018-ban 50 ezer látogatót vonzott.

## Képgaléria

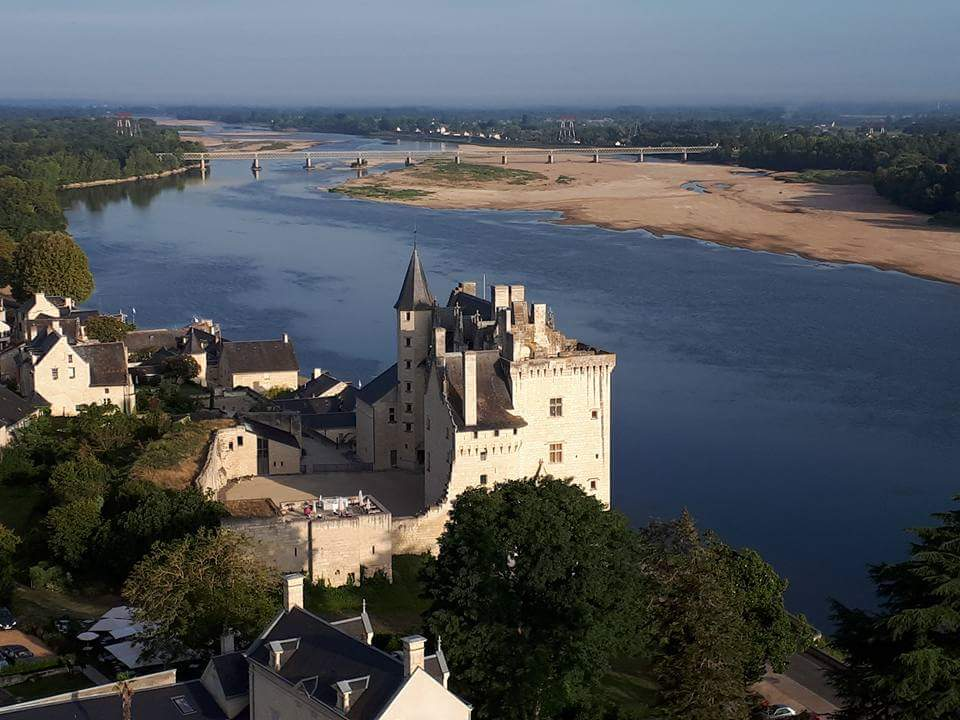
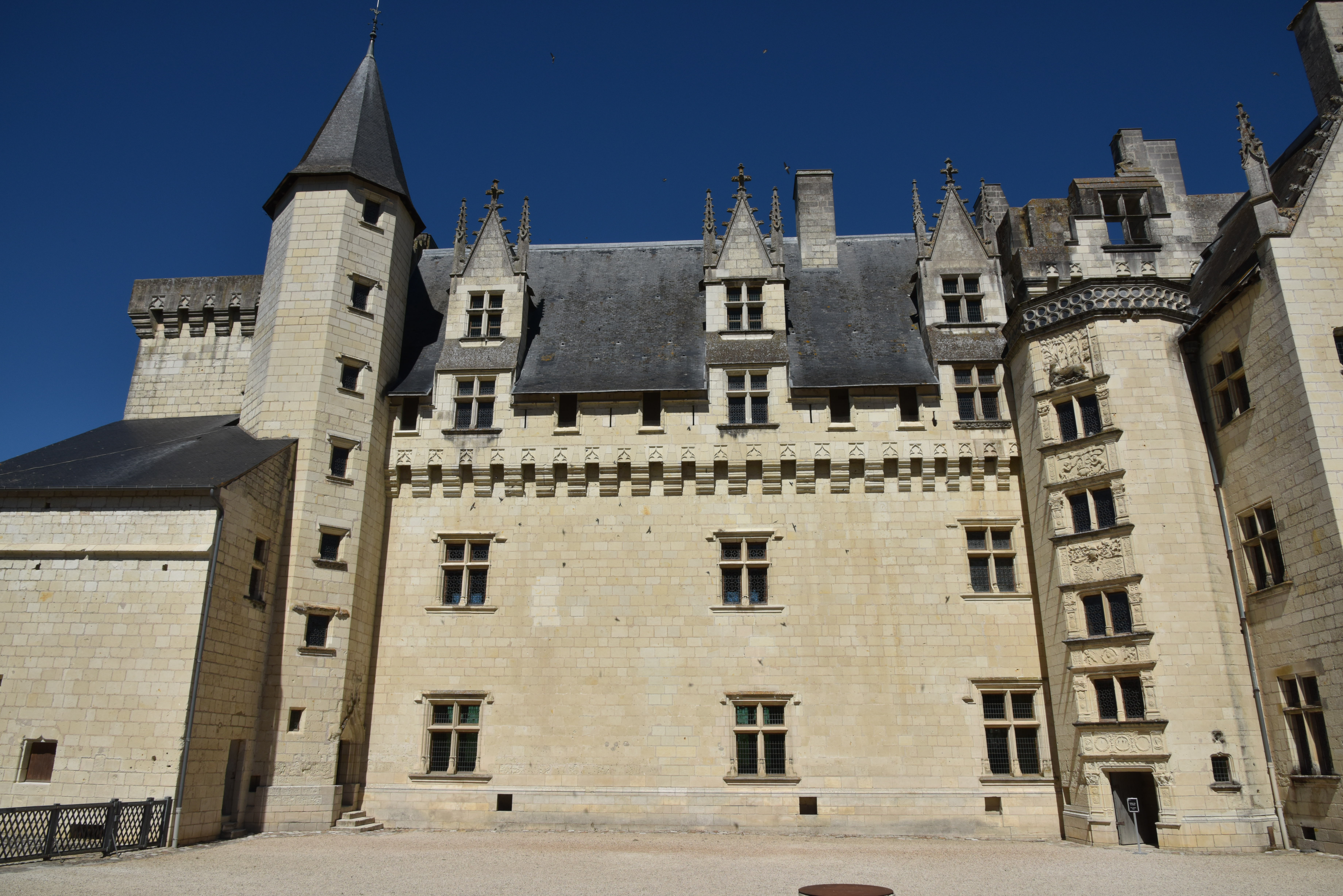
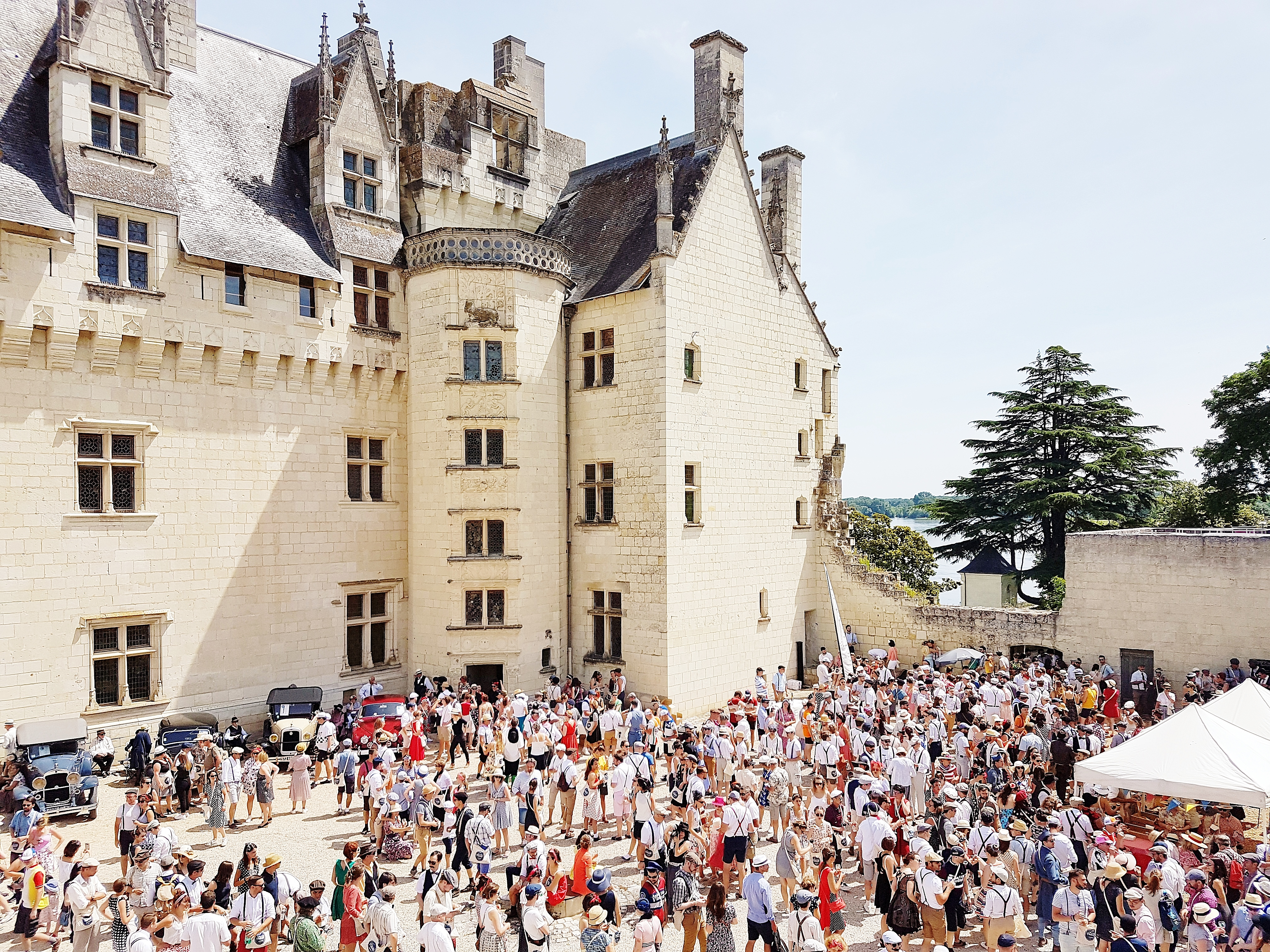
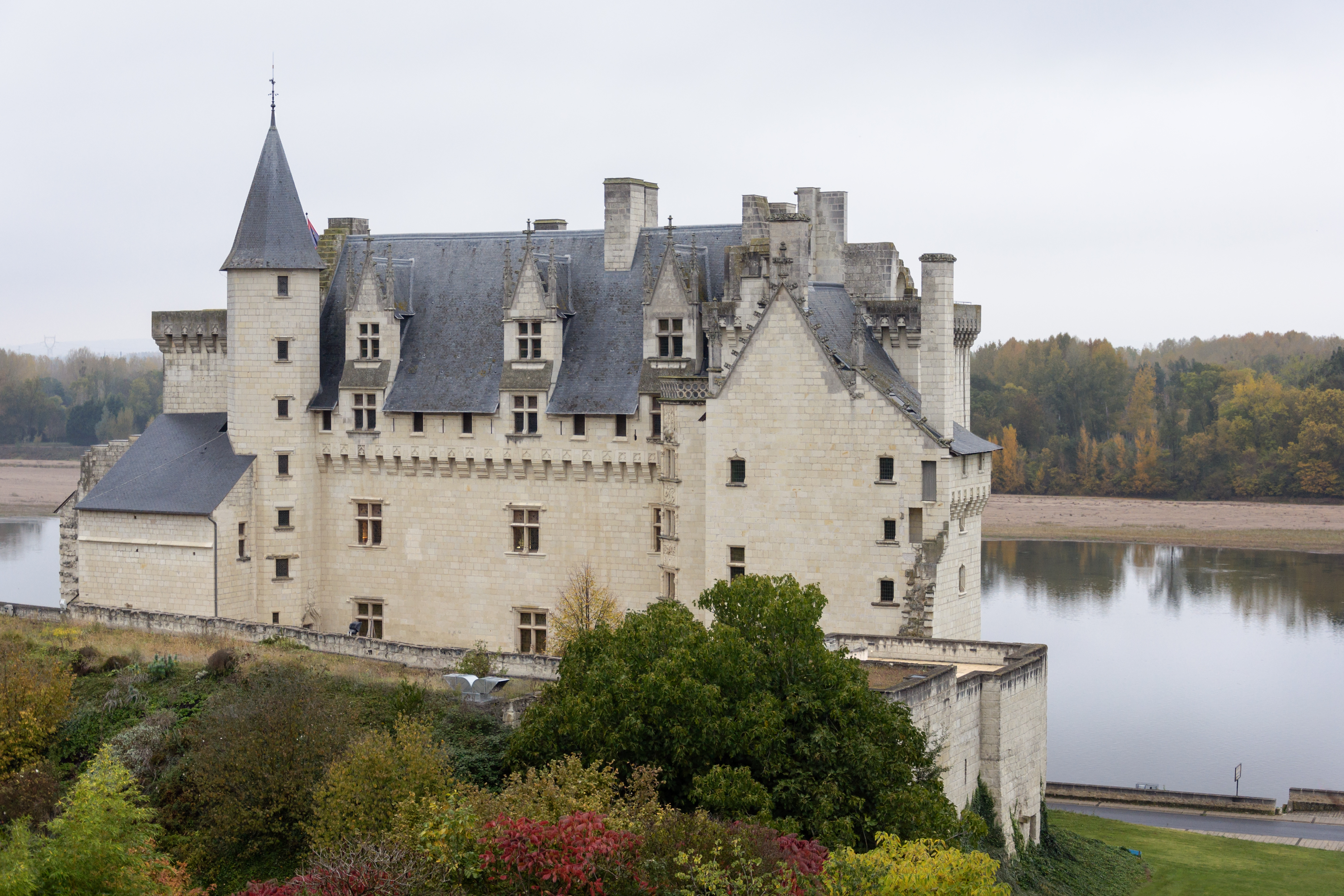
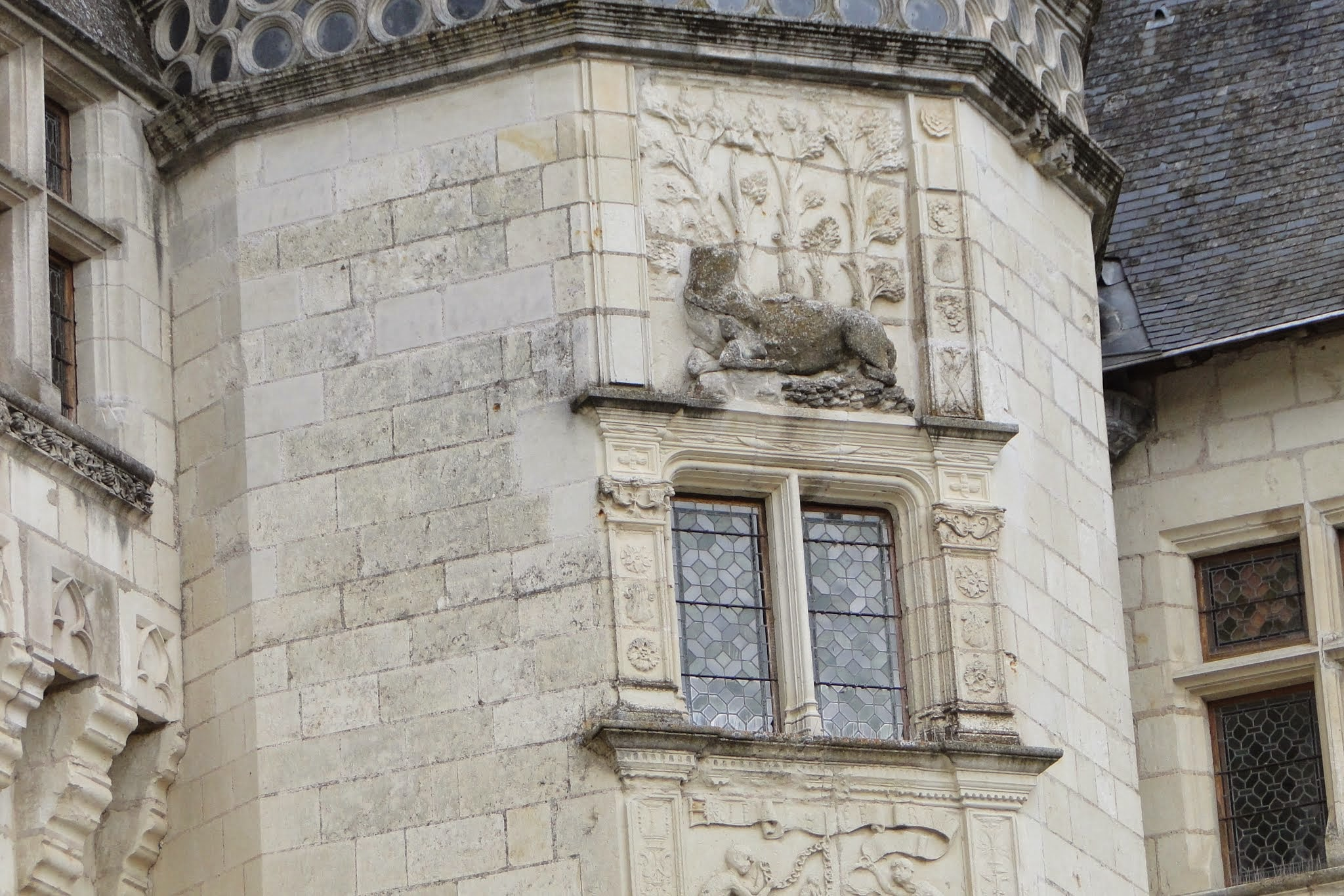
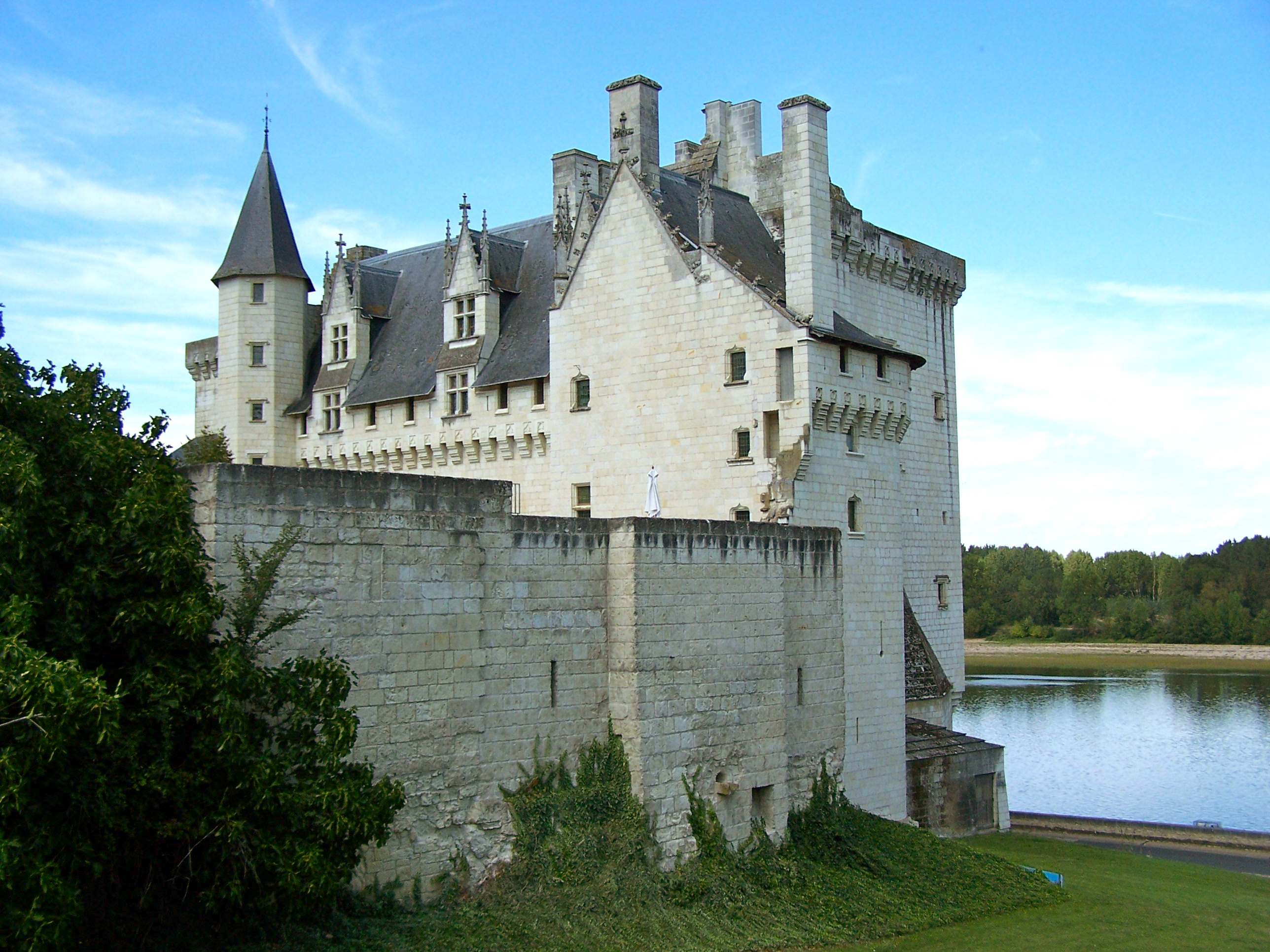
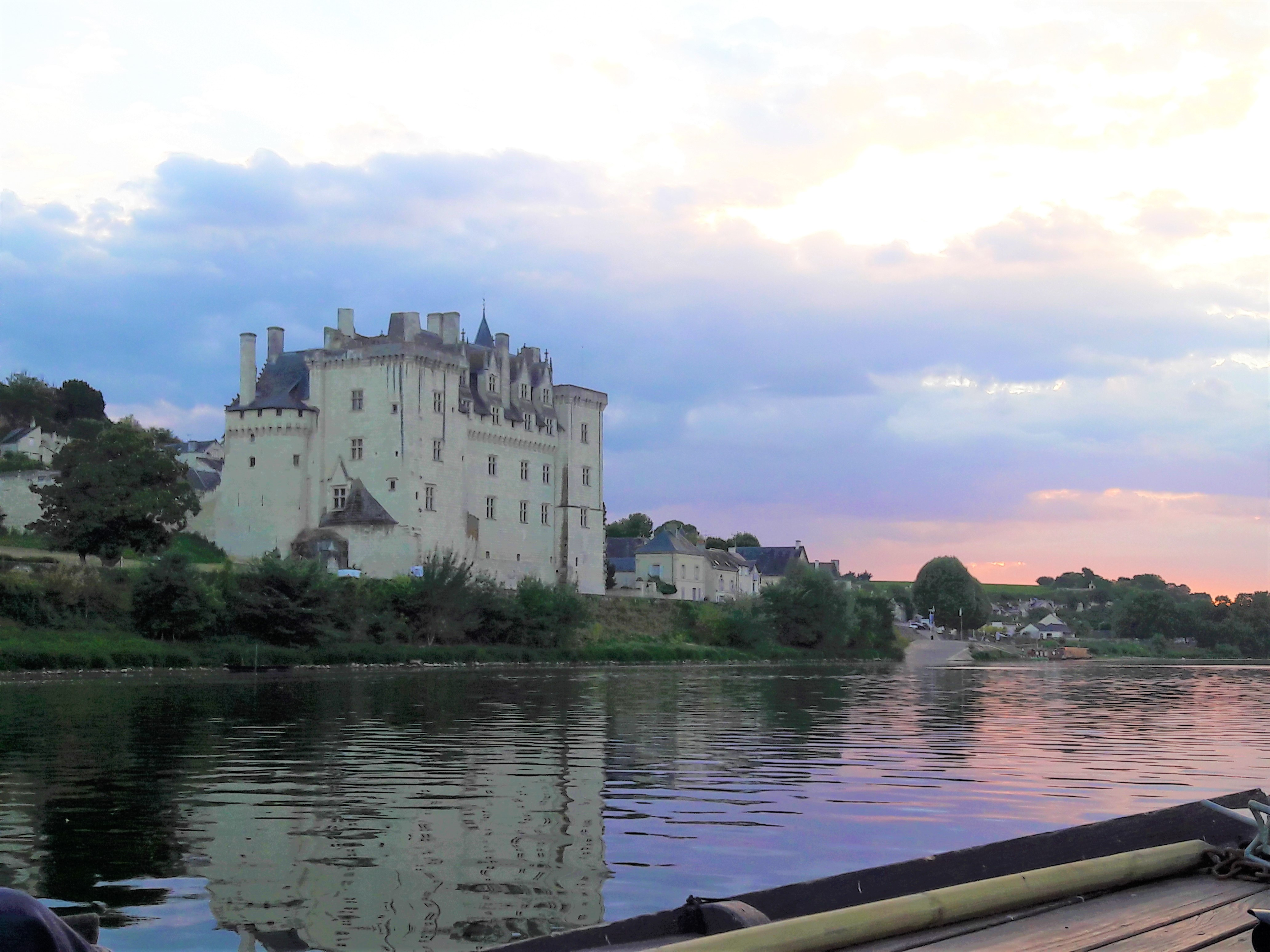
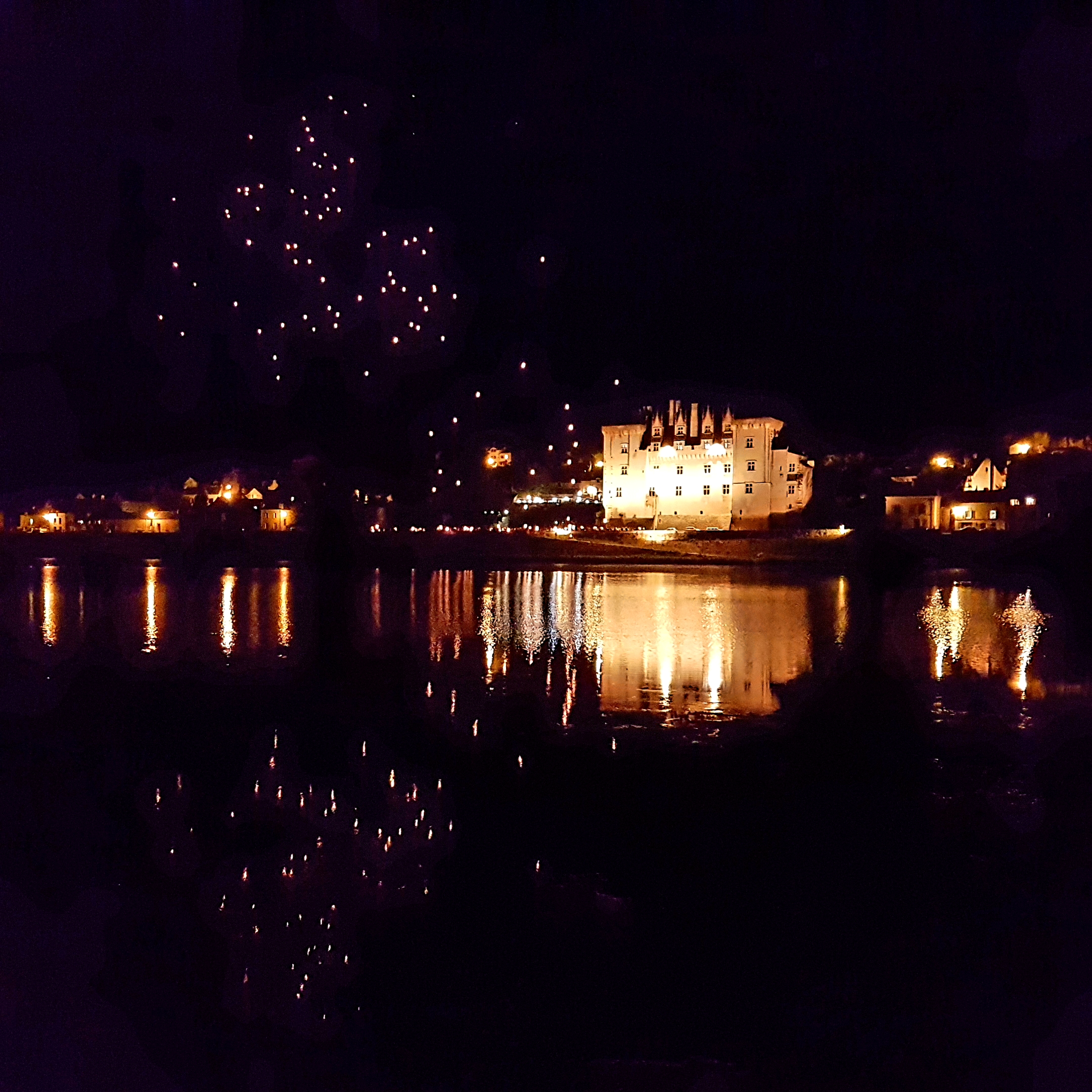

## Fordítás
- Ez a szócikk részben vagy egészben  a   Château de Montsoreau című angol Wikipédia-szócikk ezen változatának fordításán alapul.  Az eredeti cikk szerkesztőit annak laptörténete sorolja fel. Ez a jelzés csupán a megfogalmazás eredetét és a szerzői jogokat jelzi, nem szolgál a cikkben szereplő információk forrásmegjelöléseként.